# Гамбит Руссо
Гамбит Руссо́ — шахматный дебют, начинающийся ходами: 
 1. e2-e4 e7-e5 
 2. Кg1-f3 Kb8-c6 
 3. Cf1-c4 f7-f5.
Относится к открытым началам.

## История
Дебют назван по имени американского шахматного мастера французского происхождения XIX века Эжена Руссо (фр. Eugène Rousseau), применявшего его (оба раза, однако, неудачно) против Чарльза Генри Стэнли в 1845 году в первом в истории матче за звание чемпиона США, а впоследствии против Пола Морфи.

## Идеи дебюта
По аналогии с гамбитом Яниша чёрные ходом f7-f5 стремятся устранить белую пешку на е4, захватить центр, а также вскрыть линию «f» с целью подготовки атаки ладьёй пункта f2. В то же время положение белого слона на поле с4 делает позицию чёрных довольно уязвимой и создаёт трудности с рокировкой в короткую сторону. Несмотря на это, гамбит Руссо, будучи малоисследованным шахматным началом, нередко приводит к нестандартным позициям, незнакомым сопернику, что даёт чёрным неплохие шансы на успех.

## Примерная партия
Саймон — Стейниц, Великобритания, 1874
1. e4 e5 2. Кf3 Кc6 3. Сc4 f5 4. d3 Кf6 5. Фe2 Сc5 6. h3 f4 7. c3 d6 8. b4 Сb6 9. Сb2 h6 10. Кbd2 g5 11. Кh2 Фe7 12. Кb3 h5 13. O-O-O a5 14. b5 Кd8 15. a4 Сe6 16. Kd2 Лg8 17. d4 Кf7 18. С:e6 Ф:e6 19. d5 Фd7 20. c4 g4 21. hg hg 22. Кhf1 Kрe7 23. g3 f3 24. Фe1 Лh8 25. Л:h8 Л:h8 26. Кe3 Кg5 27. Кf5+ Kрf7 28. Кe3 Кg: e4 29. К:e4 К:e4 30. Фg1 С:e3+ 31. fe Фf5 32. Лf1 Лh3 33. Kрd1 К:g3 34. Фf2 Фd3+ 0-1.